# Ne me quitte pas
"Ne me quitte pas" är en sång på franska av den belgiske sångaren Jacques Brel. Den spelades ursprungligen in 1959, och återigen 1972. Sången är en av Brels mest framgångsrika.
En lång rad artister har spelat in egna versioner av sången, både på franska och andra språk. På svenska har bland annat Lill Lindfors ("Om du går din väg", 1968) samt Tommy Körberg och Stefan Nilsson ("Du får inte gå", 1982, text av Ylva Nilsson) spelat in versioner.
Texten skrevs när Suzanne Gabriello (Zizou) hade brutit sitt förhållande med Brel. Gabriello var gravid med Brels barn, något Brel vägrade erkänna, varpå Zizou gjorde abort. Brel har senare hävdat att det inte är en kärlekssång, utan en sång om mäns feghet.